# Либърти Екс
„Либърти Екс“ (на английски: Liberty X) е английско-ирландска поп група, състояща се от Мишел Хийтън, Тони Лъндон, Кевин Сим, Джесика Тейлър и Кели Йънг.
Групата е сформирана от шоуто за таланти Popstars, а членевоете ѝ са финалисти, които не успяват да намерят място в групата Hear'Say. През първите години групата носи само името „Либърти“ (на английски: Liberty, в превод: свобода). Има издадени три албума и 12 сингъла, като песента Just a Little се превръща в най-големия ѝ хит и също така носи международен успех. През 2007 г. групата се раделя, но година по-късно отново се събира съвсем за кратко. През 2012 г. членовете ѝ се събират отново заедно с още други пет поп групи – „Би*Уичед“, „Хъниз“, 911, „Блу“, „Файв“ и „Атомик Китън“, следвайки турнето The Big Reunion. През 2017 г. групата се събира отново за концерти, но вече като женско трио.

## Дискография

### Студийни албуми
- Thinking It Over (2002)
- Being Somebody (2003)
- X (2005)

### Сингли
- Thinking It Over (2001)
- Doin' It (2001)
- Just a Little (2002)
- Got to Have Your Love (2002)
- Holding On for You (2002)
- Being Nobody (2003)
- Jumpin (2003)
- Everybody Cries (2004)
- Song 4 Lovers (2005)
- A Night to Remember (2005)
- X (2006)

## Турнета
- Just a Little Tour (2002 – 2003)
- Being Somebody Tour (2003 – 2004)
- The Big Reunion (2013)
- Liberty X Tour (2014)

## Филмография
- Popstars (2001)